# Liste der Baudenkmäler in Jetzendorf
Auf dieser Seite sind die Baudenkmäler in der oberbayerischen Gemeinde Jetzendorf zusammengestellt. Diese Tabelle ist eine Teilliste der Liste der Baudenkmäler in Bayern. Grundlage ist die Bayerische Denkmalliste, die auf Basis des Bayerischen Denkmalschutzgesetzes vom 1. Oktober 1973 erstmals erstellt wurde und seither durch das Bayerische Landesamt für Denkmalpflege geführt wird. Die folgenden Angaben ersetzen nicht die rechtsverbindliche Auskunft der Denkmalschutzbehörde.

## Baudenkmäler nach Ortsteilen

### Jetzendorf
| Lage                                       | Objekt                                              | Beschreibung | Akten-Nr.             | Bild                      |
| ------------------------------------------ | --------------------------------------------------- | --- | --------------------- | ------------------------- |
| Hauptstraße 8 (Standort)                   | Gasthaus                                            | Zweigeschossiger Walmdachbau mit abgerundeten Ecken und Putzfelderung, um 1800 Ausleger, schmiedeeisern, um 1800 | D-1-86-132-5 Wikidata | weitere Bilder            |
| Kirchberg 1; Nähe Schlosspark (Standort)   | Schloss, seit 1812 Sitz der Freiherren von Freyberg | Sogenanntes Hochschloss, viergeschossiger Walmdachbau mit nördlich angebauter, halbrund geschlossener Schlosskapelle mit Zwiebeldachreiter, im Kern spätgotisch, 15./16. Jahrhundert, 1733 barockisiert, Schlosskapelle 1833 erneuert, 1840 Reduzierung des Baukörpers und Walmdach; mit Ausstattung; West- und Südflügel, an das Hochschloss anschließend, zweigeschossiger, hakenförmiger Walmdachbau, am Südflügel nördlicher Quertrakt mit Eingangsportal, Westflügel (sogenannter Festsaaltrakt) mit Blendarkaden im Erdgeschoss, barock, Mitte 17. Jahrhundert, Erneuerung und Errichtung des Spiegelsaals im Obergeschoss des Westflügels 1893, nördlicher Quertrakt nach 1945 auf Fundamenten der ehemaligen Kapelle neu errichtet; Ehemaliges Brauereigebäude, viergeschossiger, verputzter Satteldachbau, 1750 erneuert, im Kern älter, 1843 nach Brand wiederhergestellt; Ehemaliges Bräumeister- und Gärtnerhaus, westlich an Brauereigebäude anschließend, zweigeschossiger Walmdachbau, wohl 17./18. Jahrhundert, im 19. Jahrhundert erneuert; Wohnhaus, zweigeschossiger Walmdachbau, wohl 2. Hälfte 19. Jahrhundert; Stadel, verputzter, traufseitiger Satteldachbau mit rundbogiger Durchfahrt, wohl 17.–19. Jahrhundert; Hoftor, nach Norden, segmentbogige Öffnung mit Ädikulaportal, wohl 17. Jahrhundert | D-1-86-132-4 Wikidata | weitere Bilder            |
| Kirchberg 4 (Standort)                     | Katholische Pfarrkirche St. Johannes der Täufer     | Verputzte Saalkirche mit Strebepfeilern, eingezogenem Polygonalchor und nördlichem Chorflankenturm mit Satteldach, Blendengliederung und Eckaufsätzen, Langhaus mit Flachdecke über Hohlkehle und Chor mit stuckierter Stichkappentonne, Chor und Turm spätgotisch, Ende 15. Jahrhundert, Chorwölbung um Ende 17. Jahrhundert, Langhaus 1845 neu errichtet; mit Ausstattung | D-1-86-132-1 Wikidata | weitere Bilder            |
| Kirchberg 4; südlich der Kirche (Standort) | Brunnenhaus                                         | Südlich der Kirche, gemauerte, spitzbogige Nische mit spitzbogiger Pforte, im Kern 17./18. Jahrhundert | D-1-86-132-3 Wikidata | BW                        |
| Kirchberg 4; Schloßberg (Standort)         | Kriegergedächtniskapelle                            | Verputzter Satteldachbau mit Ädikulafront und kleiner Apsis, neubarock, um 1920/25; mit Ausstattung | D-1-86-132-2 Wikidata | Kriegergedächtniskapelle  |
| Schulstraße 1 (Standort)                   | Ehemaliges Handwerkerhaus                           | Zweigeschossiger, traufseitiger Satteldachbau, Mitte 19. Jahrhundert | D-1-86-132-7 Wikidata | Ehemaliges Handwerkerhaus |

### Hirschenhausen
| Lage                      | Objekt                                    | Beschreibung | Akten-Nr.              | Bild           |
| ------------------------- | ----------------------------------------- | --- | ---------------------- | -------------- |
| Marienstraße 2 (Standort) | Katholische Pfarrkirche Mariä Heimsuchung | Verputzte Saalkirche mit Blendengliederung, getrepptem Giebel am Langhaus, eingezogenem Polygonalchor und westlichem Eingangsturm mit oktogonalem Aufsatz und Spitzhelm, Langhaus und Chor mit flachem Holzfelderdecken, neugotisch, 1856; mit Ausstattung | D-1-86-132-13 Wikidata | weitere Bilder |
| Marienstraße 4 (Standort) | Ehemaliges Pfarrhaus                      | Zweigeschossiger, traufseitiger Satteldachbau mit Gesimsgliederung, um Mitte 19. Jahrhundert | D-1-86-132-14 Wikidata | weitere Bilder |
| Marienstraße 5 (Standort) | Kleinhaus                                 | Erdgeschossiger, traufseitiger Satteldachbau mit Giebelgesims, 2. Viertel 19. Jahrhundert | D-1-86-132-15 Wikidata | Kleinhaus      |

### Weitere Ortsteile
| Lage                                              | Objekt                                 | Beschreibung | Akten-Nr.              | Bild           |
| ------------------------------------------------- | -------------------------------------- | --- | ---------------------- | -------------- |
| Badershausen Nähe Ortsstraße (Standort)           | Ortskapelle                            | Verputzter Satteldachbau mit eingezogener Chorapsis und Dachreiter mit Spitzhelm, wohl 3. Viertel 19. Jahrhundert; mit Ausstattung | D-1-86-132-8 Wikidata  | weitere Bilder |
| Badershausen Nähe Ortsstraße (Standort)           | Bauernhof                              | Einfirstanlage, erdgeschossiger, traufseitiger Satteldachbau mit durchfenstertem Kniestock, mittigem Zwerchgiebel mit Holzbalkon und Wirtschaftsteil mit Hopfendarre, um 1900 | D-1-86-132-24 Wikidata | BW             |
| Eck Gerolsbacher Straße 2 (Standort)              | Kleinbauernhaus                        | Erdgeschossiger, giebelständiger Greddachbau, 3. Viertel 19. Jahrhundert | D-1-86-132-11 Wikidata | BW             |
| Eck Nähe Gerolsbacher Straße (Standort)           | Ortskapelle                            | Verputzter Satteldachbau mit eingezogenem Polygonalchor und verschindeltem Dachreiter mit Spitzhelm, 2. Hälfte 19. Jahrhundert; mit Ausstattung | D-1-86-132-10 Wikidata | Ortskapelle    |
| Habertshausen Nähe Kapellenweg (Standort)         | Ortskapelle                            | Verputzter Flachsatteldachbau mit dreiseitigem Chorschluss und gemauertem Glockenständer, Mitte 19. Jahrhundert, 1886 nach Osten erweitert | D-1-86-132-12 Wikidata | BW             |
| Kemmoden Kirchstraße 1 (Standort)                 | Evangelisch-Lutherische Pfarrkirche    | Zweigeschossiger Satteldachbau mit Dachreiter mit polygonalem Aufsatz und Spitzhelm, 1828; mit Ausstattung | D-1-86-132-16 Wikidata | BW             |
| Kreithof Müllergreut (Standort)                   | Hofkapelle                             | Verputzter Satteldachbau mit polygonaler Chorapsis, 1. Hälfte 19. Jahrhundert; mit Ausstattung | D-1-86-132-18 Wikidata | BW             |
| Kremshof Nähe Kremshof (Standort)                 | Hofkapelle                             | Verputzter Satteldachbau mit eingezogenem Polygonalchor und gemauertem Glockenstuhl, Innenraum flachgedeckt, 2. Hälfte 19. Jahrhundert | D-1-86-132-19 Wikidata | weitere Bilder |
| Lampertshausen Purrbachstraße 19 (Standort)       | Katholische Filialkirche St. Lambertus | Verputzte Saalkirche mit dreiseitigem Chorschluss und nördlichem Chorflankenturm mit oktogonalem Aufsatz und verschindelter Zwiebelhaube, Langhaus mit Flachdecke, eingezogener Chor, barock, um 1670, Turm nach Einsturz 1972 neu errichtet; mit Ausstattung                                                      | D-1-86-132-21          | weitere Bilder |
| Priel Nähe Schrobenhausener Straße (Standort)     | Ortskapelle                            | Verputzter Satteldachbau mit kleiner Chorapsis, um 1860/80; mit Ausstattung | D-1-86-132-22 Wikidata | Ortskapelle    |
| Volkersdorf Hilgertshausener Straße 25 (Standort) | Katholische Filialkirche St. Vitus     | Verputzte Saalkirche mit leicht eingezogenem Polygonalchor mit Strebepfeilern und nördlichem Chorflankenturm mit Satteldach und Eckaufsätzen, Langhaus mit flacher Holzfelderdecke und Chor mit Kreuzgratgewölbe, Chor und Turm 1. Hälfte 14. Jahrhundert, 1702 barock überformt, 1848 verlängert; mit Ausstattung | D-1-86-132-23 Wikidata | weitere Bilder |

## Ehemalige Baudenkmäler
In diesem Abschnitt sind Objekte aufgeführt, die früher einmal in der Denkmalliste eingetragen waren, jetzt aber nicht mehr. Objekte, die in anderem Zusammenhang – also z. B. als Teil eines Baudenkmals – weiter eingetragen sind, sollen hier nicht aufgeführt werden. Aktennummern in diesem Abschnitt sind ehemalige, jetzt nicht mehr gültige Aktennummern.

| Lage                                     | Objekt     | Beschreibung | Akten-Nr.             | Bild |
| ---------------------------------------- | ---------- | --- | --------------------- | ---- |
| Jetzendorf Poststraße 12 (Standort)      | Wohnhaus   | Zweigeschossiger, traufseitiger, einseitig abgeschleppter Satteldachbau, rückseitig mit Holzbalkon, im Kern noch 18. Jahrhundert | D-1-86-132-6 Wikidata | BW   |
| Brunnhof In der Flur Brunnhof (Standort) | Hofkapelle | Mitte 19. Jahrhundert; mit Ausstattung Zustand: vollkommen und undurchdringlich 150 cm stark von Geäst und Laubwerk überwuchert. | D-1-86-132-9 Wikidata | BW   |